# 25630 Sarkar
25630 Sarkar (tên chỉ định: 2000 AT53) là một tiểu hành tinh vành đai chính. Nó được phát hiện bởi dự án Nghiên cứu tiểu hành tinh gần Trái Đất Lincoln ở Socorro, New Mexico, ngày 4 tháng 1 năm 2000. Nó được đặt theo tên Debarghya Sarkar, an Indian high school student whose electrical và mechanical engineering team project won second place ở the 2009 Giải thưởng Khoa học và Kỹ thuật Intel.